# Lei Maria Albani
A Lei Maria Albani é uma lei que autoriza a realização de videochamadas entre pacientes internados em hospitais e seus familiares.
Foi apresentada pelo deputado federal Célio Studart após sugestão da jornalista Silvana Andrade.
Um abaixo assinado que teve cerca de 120 mil assinaturas motivou uma militância que estava disposta a forçar o Congresso a fazer uma votação. A Lei foi batizada de "Maria Albani" em homenagem a mãe de Silvana Andrade.
| “ | “Sabemos que, no Brasil, há leis que pegam’ e leis que ‘não pegam’. É preciso que esta lei seja implementada. a lei reconhece a necessidade do contato entre pacientes e seus familiares mais próximos, em especial nesses momentos extremamente difíceis” - Anna Carolina Lo Bianco | ” |

Foi estabelecido que os equipamentos onde serão feitas as videochamadas também devem respeitar os protocolos de prevenção a Covid-19 e que as videochamadas também poderão ocorrer com pacientes inconscientes desde que eles tenham autorizado anteriormente quando podiam.